# Sphaeropsis hyalina
Sphaeropsis hyalina är en svampart som beskrevs av Berk. & M.A. Curtis 1874. Sphaeropsis hyalina ingår i släktet Sphaeropsis, divisionen sporsäcksvampar och riket svampar.   Inga underarter finns listade i Catalogue of Life.